# Nabu-szar-ahheszu
Nabu-szar-ahheszu (akad. Nabû-šar-aḫḫēšu, tłum. „Nabu jest królem swych braci”) – wysoki dostojnik sprawujący urząd gubernatora prowincji Samerina (Samaria) za rządów asyryjskiego króla Aszurbanipala (669-627? p.n.e.); po 648 r. p.n.e. (dokładna data nieznana) pełnił on również urząd limmu (eponima).